# Fudai

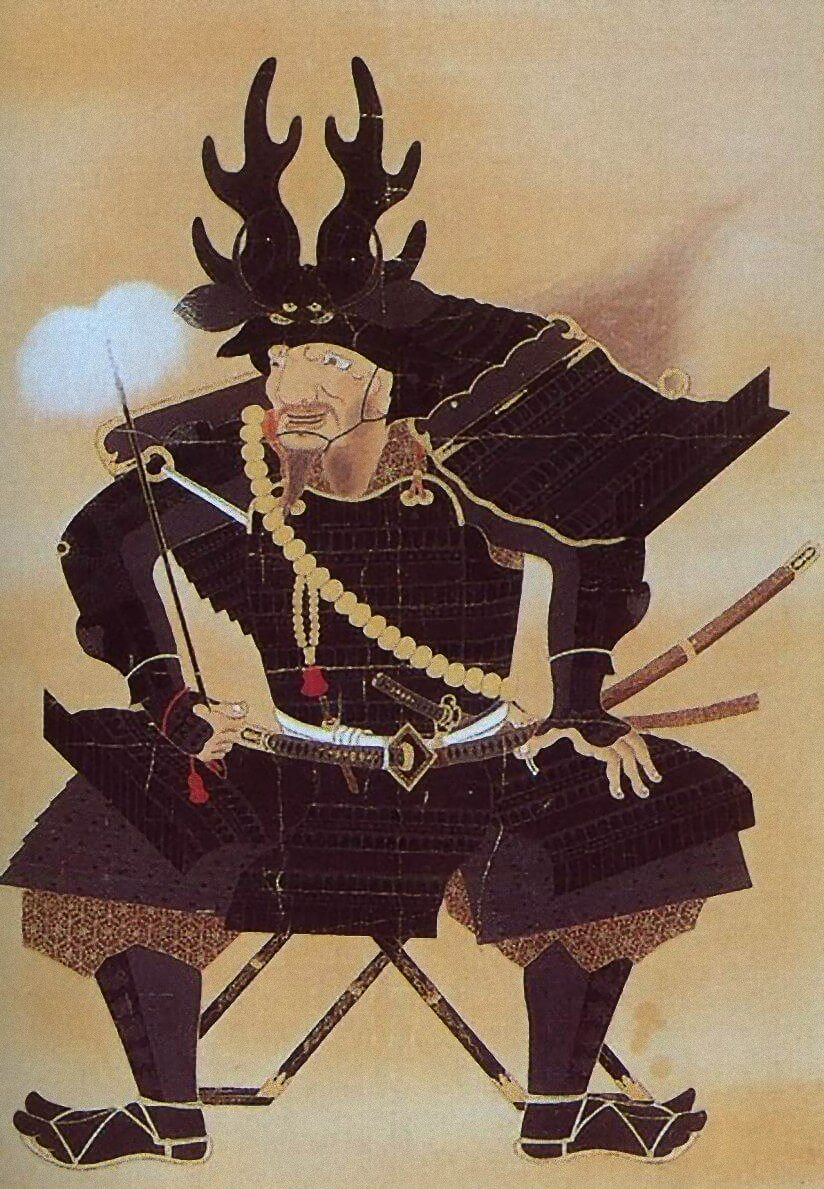
Honda Tadakatsu, um famoso fudai daimyo

Fudai daimyo (谱代大名, fudai-daimyō) era uma classe de daimyō que eram vassalos hereditários do Clã Tokugawa no Período Edo da História do Japão .  Foram os primeiros a se juntarem aos Tokugawa antes da tomada do poder. E eram entre estes que principalmente eram escolhidos os cargos de confiança do Governo Tokugawa.